# Вудкрик (Тексас)
Вудкрик (енгл. Woodcreek) град је у америчкој савезној држави Тексас. По попису становништва из 2010. у њему је живело 1.457 становника.

## Демографија
Према попису становништва из 2010. у граду је живело 1.457 становника, што је 183 (14,4%) становника више него 2000. године.
| Група             | 2000.         | 2010.         |
| Белци             | 1.226 (96,2%) | 1.358 (93,2%) |
| Афроамериканци    | 2 (0,2%)      | 1 (0,1%)      |
| Азијати           | 3 (0,2%)      | 6 (0,4%)      |
| Хиспаноамериканци | 25 (2,0%)     | 78 (5,4%)     |
| Укупно            | 1.274         | 1.457         |